# 小澤和人
小澤 和人（おざわ かずと、1991年11月5日 - ）は、日本のラグビー選手。

## プロフィール
- 東京都出身[1]。
- ポジションはウィング(WTB)。
- 身長 173cm、体重 81kg
- 得意なプレーは、チップキック。
- U20日本代表に選ばれたことがある[2]。

## 略歴
2010年、國學院久我山高校卒業後、明治大学に入る。
2014年、明治大学卒業後、日野自動車レッドドルフィンズに加入。同年9月13日に行われたトップイーストリーグの釜石シーウェイブス戦に先発出場で公式戦初出場を果たす。
2019年、日野レッドドルフィンズを退団した。